# 한국도장기술인협회
한국도장기술인협회는 도장기술인의 육성 및 사회진출, 도장기술인의 지위 향상 및 권익보호, 정보 및 지식교류를 통한 도장기술의 저변 확대, 도장산업 진흥에 이바지하고 회원간의 친목을 증진함을 목적으로 2005년 4월 19일 설립허가된 대한민국 미래창조과학부 소관의 사단법인이다. 사무실은 경기도 성남시 분당구 구미동 18번지, 시그마 B동 525호에 있다.